# Ronda de Dalt

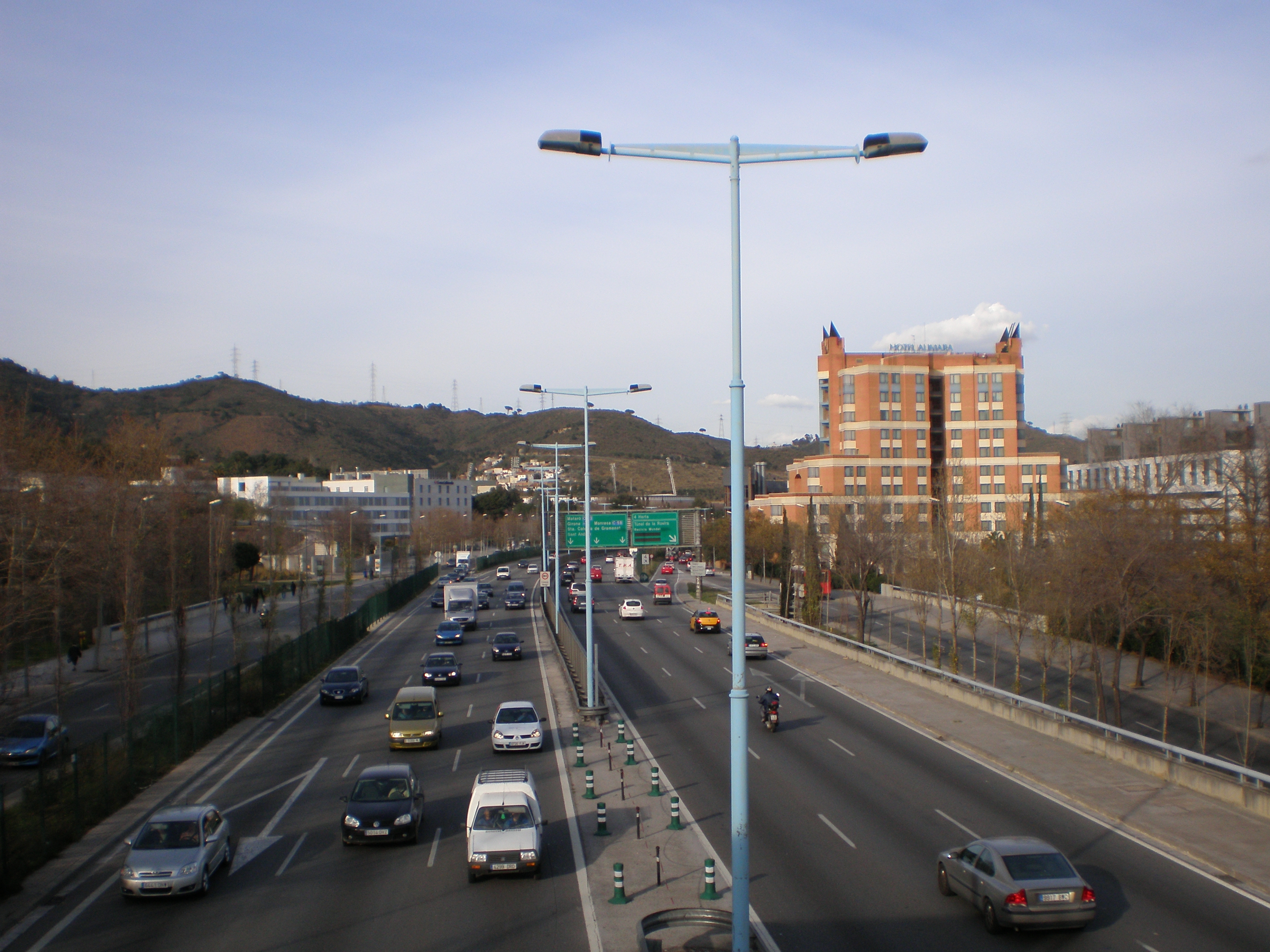
La Ronda de Dalt al seu pas per La Vall d'Hebron (Carrer Granja Vella). Barcelona

La B-20 o Ronda de Dalt és una via ràpida que recorre la part alta de l'àrea metropolitana de Barcelona per la part de la muntanya. És administrada per l'AMB.

## Història
La Ronda Litoral i la Ronda de Dalt desenvolupen la idea plantejada amb el primer cinturó de ronda (1969) de circumval·lar completament la ciutat per reduir la pressió del trànsit a l'interior de la ciutat.

## Recorregut
Té 3 carrils per cada sentit en tot el seu recorregut.

## Llista de sortides
Les sortides de l'anell viari que formen la Ronda de Dalt i la Ronda Litoral estan numerades començant pel número 1 al Nus de la Trinitat, segueixen la Ronda de Dalt sentit Llobregat i comencen amb el número 16 a la Ronda Litoral.

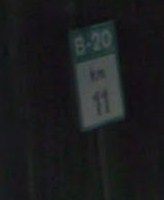
Quilòmetre 11 de la B-20, Ronda de Dalt

1. Trinitat: C-17 Puigcerdà, N-150 Sabadell, Sant Andreu, Av. Meridiana
2. Roquetes: Verdum, Via Júlia
3. Guineueta: Canyelles, Passeig de Valldaura
4. Horta: Túnel de la Rovira, Recinte Mundet
5. Vall d'Hebron: Montbau, Ctra. de l'Arrabassada, Av. Vallcarca, Ciutat Sanitària
6. Vallcarca: Balmes, Pg. St. Gervasi
7. Sant Gervasi: Bonanova, Via Augusta
8. Túnels de Vallvidrera: Sant Cugat, C-16 Manresa
9. Sarrià: Can Caralleu
10. Pedralbes: Carretera d'Esplugues, Av. Pearson, Sant Joan de Déu, UPC Nord UB
11. Avinguda Diagonal: Les Corts, Zona Universitària, UPC, UB
12. Esplugues de Llobregat: Sant Just Desvern, Pubilla Cases, Carretera de Collblanc, Can Clota
13. Av Electricitat: La Plana, Can Vidalet, Can Serra
14. Cornellà: L'Hospitalet, Av. Josep Tarradellas, St. Ildefons
15. L'Hospitalet: Cornellà, Avda. Carrilet, Zones Industrials, Centre Comercial
16. A: Tarragona, Lleida, Girona/B: Barcelona, Gran Via, Fira, Ronda Litoral